# Wojciech Kawiński

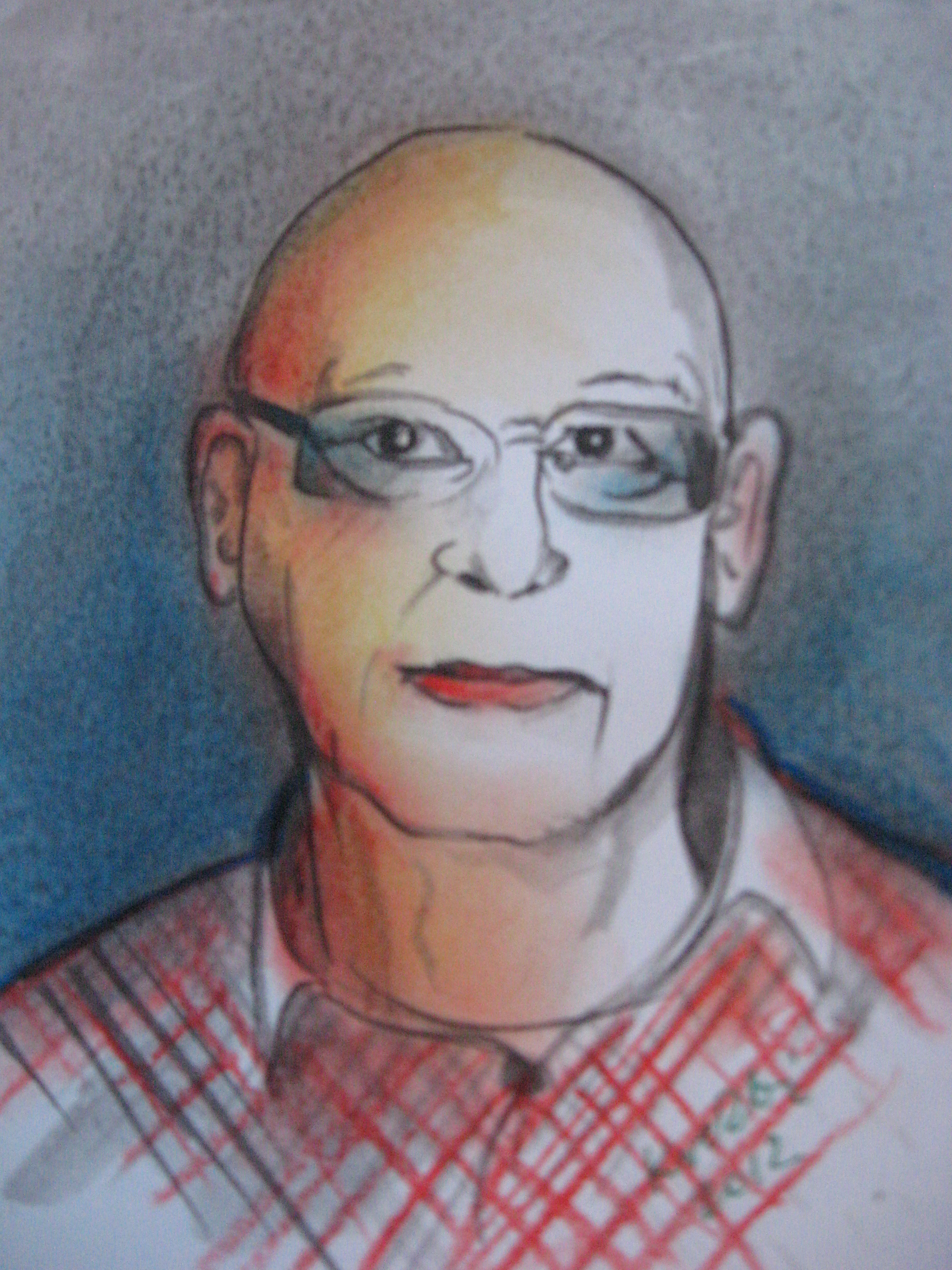
Wojciech Kawiński - portret de Zbigniew Kresowaty

Wojciech Kawiński (n. 22 mai 1939, Dębica) este un poet, publicist și critic literar polonez. A absolvit filologia la Cracovia. În 1961, a debutat literar, în paginile revistei "Życie Literackie" (Viața literară).

## Colecții de poezii
- Odległości posłuszne (1964)
- Narysowane we wnętrzu (1965)
- Ziarno rzeki (1967)
- Pole widzenia (1970)
- Białe miasto (1973)
- Lustro dnia (1975)
- Śpiew bezimienny (1978)
- Twoja noc bezsenna (1979)
- Innych szczegółów nie pamiętam (1980)
- Pod okiem słońca (1980)
- Listy do ciebie (1982)
- Miłość nienawistna (1985)
- Ciemna strona jasności (1989)
- Wieczorne śniegi (1989)
- Dwa lata wierszy (2008)
- Obrót Koła (2008)
- Skoro Świt (2010)
- Słowo po słowie (2012)